# Headin' North (film fra 1921)
Headin' North er en amerikansk stumfilm fra 1921 af Charles Bartlett.

## Medvirkende
- Pete Morrison som Bob Ryan
- Jack Walters som Arthur Stowell
- Gladys Cooper som Madge Mullin
- Dorothy Dickson som Frances Wilson
- William Dills som Hank Wilson
- Barney Furey
- Will Frank